# مقدمة هاري بوتر
مقدمة هاري بوتر  (بالإنجليزية: Harry Potter prequel) هي قصة قصيرة غير مُعنونة تتألف من 800 كلمة، تُعرف بشكل غير رسمي بمقدمة لسلسلة هاري بوتر، كُتبت بواسطة جوان رولينغ في عام 2008 كجزء من فعالية خيرية. ونُشرت ضمن مجموعة بطاقات بريدية بعنوان "ما هي قصتك".

## نبذه عامة
تُعد مقدمة هاري بوتر  قصة تمهيدية لروايات هاري بوتر العالمية، نُشرت عبر الإنترنت في 11 يونيو 2008، وتدور أحداثها قبل حوالي ثلاث سنوات من ولادة هاري بوتر، وتروي مغامرة عاشها سيرياس بلاك وجيمس بوتر، وتشهد القصة هروب الاثنين على مكانس طائرة بعد مواجهتهما لشرطيين في مطاردة سريعة.

## حادثة السرقة
سُرق مخطوط المُقدمة التمهيدية خلال عملية سطو في برمنغهام في أبريل 2017. نشرت جوان رولينغ تغريدة حول الحادثة، وطلبت من المعجبين عدم شراء العمل في حال عُرِض للبيع. كما أصدرت شرطة غرب مدلاندز خطاب للجمهور للحصول على أي معلومات تتعلق بالواقعة.